# 국가지원지방도 제30호선
국가지원지방도 제30호선은 대한민국 경상남도 사천시 사천읍 수석삼거리에서 대구광역시 서구 내당동 두류네거리를 잇는 국가지원지방도이다. 사천, 진주, 고성 구간에서는 지방도 제1002호선과 중첩되는 것이 특징이다.

## 역사
본래 1994년 국도 제30호선의 종점을 대구에서 창원으로 연장하는 계획에 따라 포함되었던 구간으로 국도 제30호선으로 예정되어 있었으나 국가 재정 부족으로 국도로 지정되지 못하고 국가지원지방도 제30호선으로 지정되었다. 이후 2008년에 사천 ~ 창원 구간이 추가되었다.
- 1996년 7월 19일 : 대구광역시 서구 ~ 경상남도 창원시 동면 구간을 국가지원지방도 제30호선 대구 ~ 창원선으로 지정[1]
- 2001년 4월 15일 : 창원시 동읍 본포리 ~ 창녕군 부곡면 학포리 2.292 km 구간과 창원시 동읍 용잠리 ~ 석산리 5.217 km 구간 임시 개통[2]
- 2002년 5월 16일 : 창원시 동읍 용잠리 ~ 창녕군 부곡면 학포리 6.775 km 구간 확장 개통[3]
- 2008년 11월 17일 : 창원 ~ 사천 구간을 연장하면서 기점과 종점을 맞바꿈. 이에 따라 국가지원지방도 제30호선 사천 ~ 대구선이 됨.[4]
- 2011년 8월 22일 : 가창 ~ 각남간 도로(대구광역시 달성군 가창면 삼산리 ~ 경상북도 청도군 각남면 화리) 10.771 km 구간 확장 개통[5]
- 2013년 5월 3일 : 창원시 의창구 동읍 덕산리 남산 교차로 ~ 용잠리 덕천2교 800m 구간 확장 개통[6]
- 2016년 7월 13일 : 다른 노선과 중복되는 구간 연장을 23.8km에서 25.8km로 수정[7]
- 2017년 6월 1일 : 창원시 의창구 동읍 덕산리 ~ 용잠리 2.2 km 구간이 국도 제14호선과 중복으로 지정 고시됨에 따라 기존 2.8 km 구간 폐지[8]
- 2021년 12월 7일 : 창원시 동읍 화양리 화목교차로 ~ 봉강리 봉강교차로 5.6km 구간 부분 개통

## 주요 경유지
경상남도
- 사천시 사천읍 - 진주시 금곡면 - 고성군 (영오면 - 개천면) - 진주시 이반성면 - 함안군 (군북면 - 가야읍 - 산인면) - 창원시 마산회원구 (내서읍 - 두척동 - 회성동 - 석전동 - 합성동 - 구암동) - 창원시 의창구 (소계동 - 팔용동 - 동정동 - 서상동 - 중동 - 소답동 - 도계동 - 동읍) - 창녕군 부곡면 - 밀양시 (무안면 - 청도면)

경상북도
- 청도군 (각남면 - 이서면)

대구광역시
- 달성군 가창면 - 수성구 (파동 - 상동 - 중동) - 남구 (봉덕동 - 대명동 - 성당동 - 두류동) - 서구 내당동

## 노선

### 경상남도
| 이름                                                                                         | 접속 노선                          | 소재지                                               | 소재지                                                        | 비고                                                                         |
| -------------------------------------------------------------------------------------------- | ---------------------------------- | ---------------------------------------------------- | ------------------------------------------------------------- | ---------------------------------------------------------------------------- |
| 수석삼거리                                                                                   | 국도 제3호선 (사천대로)            | 사천시                                               | 사천읍                                                        | 기점                                                                         |
| 성당사거리                                                                                   | 진삼로                             | 사천시                                               | 사천읍                                                        |                                                                              |
| (이름 없음)                                                                                  | 사천읍성로                         | 사천시                                               | 사천읍                                                        |                                                                              |
| 사천공설운동장                                                                               |                                    | 사천시                                               | 사천읍                                                        |                                                                              |
| (이름 없음)                                                                                  | 지방도 제1002호선 (두량로)         | 사천시                                               | 사천읍                                                        | 지방도 제1002호선과 중복                                                     |
| 방곡 교차로                                                                                  | 국도 제33호선 (상정대로)           | 사천시                                               | 사천읍                                                        | 지방도 제1002호선과 중복                                                     |
| 구계서원                                                                                     |                                    | 사천시                                               | 사천읍                                                        | 지방도 제1002호선과 중복                                                     |
| 돌장고개                                                                                     |                                    | 사천시                                               | 사천읍                                                        | 지방도 제1002호선과 중복                                                     |
|                                                                                              | 진주시                             | 금곡면                                               |                                                               | 지방도 제1002호선과 중복                                                     |
| 금곡정류소                                                                                   | 진주시                             | 금곡면                                               | 지방도 제1009호선 (월아산로)                                  | 지방도 제1002, 1009호선과 중복                                               |
| 영오교                                                                                       | 진주시                             | 금곡면                                               |                                                               | 지방도 제1002, 1009호선과 중복                                               |
|                                                                                              | 고성군                             | 영오면                                               |                                                               | 지방도 제1002, 1009호선과 중복                                               |
| 연화산 나들목 (영오 교차로)                                                                  | 고성군                             | 영오면                                               | 35호선 통영대전고속도로                                       | 지방도 제1002, 1009호선과 중복                                               |
| 오서 교차로                                                                                  | 고성군                             | 영오면                                               | 지방도 제1009호선 (대가로)                                    | 지방도 제1002, 1009호선과 중복                                               |
| 영오초등학교 성곡교 영오중학교                                                               | 고성군                             | 영오면                                               |                                                               | 지방도 제1002호선과 중복                                                     |
| 영오사거리                                                                                   | 고성군                             | 영오면                                               | 지방도 제1007호선 (옥천로) 문산로                             | 지방도 제1002호선과 중복                                                     |
| 양산교                                                                                       | 고성군                             | 영오면                                               |                                                               | 지방도 제1002호선과 중복                                                     |
|                                                                                              | 고성군                             | 개천면                                               |                                                               | 지방도 제1002호선과 중복                                                     |
| (가천리)                                                                                     | 고성군                             | 지방도 제1037호선 (일사로)                           |                                                               | 지방도 제1002호선과 중복                                                     |
| 청광교                                                                                       | 고성군                             |                                                      |                                                               | 지방도 제1002호선과 중복                                                     |
| 청광사거리                                                                                   | 고성군                             | 지방도 제1002호선 (영회로) 청광로                    |                                                               | 지방도 제1002호선과 중복                                                     |
| 나동교                                                                                       | 고성군                             |                                                      |                                                               |                                                                              |
| 이반성 교차로                                                                                | 국도 제2호선 (진마대로)            | 진주시                                               | 이반성면                                                      |                                                                              |
| 가산교 이반성중학교(폐교) 이반성면 행정복지센터 이반성초등학교 이반성초등학교 정수분교(폐교) |                                    | 진주시                                               | 이반성면                                                      |                                                                              |
| (평촌역입구)                                                                                 | 부평길                             | 진주시                                               | 이반성면                                                      |                                                                              |
| 장평교 억시령1교                                                                             |                                    | 진주시                                               | 이반성면                                                      |                                                                              |
| 억시령                                                                                       |                                    | 진주시                                               | 이반성면                                                      |                                                                              |
|                                                                                              | 함안군                             | 군북면                                               |                                                               |                                                                              |
| 억시령2교                                                                                    | 함안군                             | 군북면                                               |                                                               |                                                                              |
| 태실삼거리                                                                                   | 함안군                             | 군북면                                               | 지방도 제1004호선 (사군로)                                    | 지방도 제1004호선과 중복                                                     |
| 원북역 서산서원                                                                              | 함안군                             | 군북면                                               |                                                               | 지방도 제1004호선과 중복                                                     |
| 하림삼거리                                                                                   | 함안군                             | 군북면                                               | 삼방로                                                        | 지방도 제1004호선과 중복                                                     |
| 덕대교 유암교 군북고등학교 군북중학교                                                        | 함안군                             | 군북면                                               |                                                               | 지방도 제1004호선과 중복                                                     |
| 군북역사거리                                                                                 | 함안군                             | 군북면                                               | 국도 제79호선 지방도 제1029호선 (함마대로) 지두2길            | 국도 제79호선과 중복 지방도 제1004, 1029호선과 중복                          |
| 중암삼거리                                                                                   | 함안군                             | 군북면                                               | 지방도 제1029호선 (의산삼일로)                                | 국도 제79호선과 중복 지방도 제1004, 1029호선과 중복                          |
| 군북교                                                                                       | 함안군                             | 군북면                                               |                                                               | 국도 제79호선과 중복 지방도 제1004호선과 중복                                |
| 봉림삼거리                                                                                   | 함안군                             | 군북면                                               | 봉수로                                                        | 국도 제79호선과 중복 지방도 제1004호선과 중복                                |
| 소포삼거리                                                                                   | 함안군                             | 군북면                                               | 소포5길                                                       | 국도 제79호선과 중복 지방도 제1004호선과 중복                                |
| 오당삼거리                                                                                   | 함안군                             | 군북면                                               | 현포로                                                        | 국도 제79호선과 중복 지방도 제1004호선과 중복                                |
| 가야교 관동교                                                                                | 함안군                             |                                                      | 가야읍                                                        | 국도 제79호선과 중복 지방도 제1004호선과 중복                                |
| 함안군산림조합                                                                               | 함안군                             | 가야로                                               | 가야읍                                                        | 국도 제79호선과 중복 지방도 제1004호선과 중복                                |
| 함주교 남단                                                                                  | 함안군                             | 국가지원지방도 제67호선 지방도 제1011호선 (함안대로) | 가야읍                                                        | 국도 제79호선과 중복 국가지원지방도 제67호선과 중복 지방도 제1004호선과 중복 |
| 함안시외버스터미널                                                                           | 함안군                             |                                                      | 가야읍                                                        | 국도 제79호선과 중복 국가지원지방도 제67호선과 중복 지방도 제1004호선과 중복 |
| 광복 교차로                                                                                  | 함안군                             | 국도 제79호선 (진함로)                               | 가야읍                                                        | 국도 제79호선과 중복 국가지원지방도 제67호선과 중복 지방도 제1004호선과 중복 |
| 신함안교 송정육교                                                                            | 함안군                             |                                                      | 가야읍                                                        | 국가지원지방도 제67호선과 중복 지방도 제1004호선과 중복                      |
| 신함안교 송정육교                                                                            | 함안군                             | 산인면                                               |                                                               | 국가지원지방도 제67호선과 중복 지방도 제1004호선과 중복                      |
| 산인삼거리                                                                                   | 함안군                             | 지방도 제1021호선 (가야로)                           | 국가지원지방도 제67호선과 중복 지방도 제1004, 1021호선과 중복 |                                                                              |
| 입곡과선교                                                                                   | 함안군                             |                                                      | 국가지원지방도 제67호선과 중복 지방도 제1004, 1021호선과 중복 |                                                                              |
| 입곡삼거리                                                                                   | 함안군                             | 입곡공원길                                           | 국가지원지방도 제67호선과 중복 지방도 제1004, 1021호선과 중복 |                                                                              |
| 신매천교                                                                                     | 함안군                             |                                                      | 국가지원지방도 제67호선과 중복 지방도 제1004, 1021호선과 중복 |                                                                              |
| 문암삼거리                                                                                   | 함안군                             | 지방도 제1021호선 (성산로)                           | 국가지원지방도 제67호선과 중복 지방도 제1004, 1021호선과 중복 |                                                                              |
| 신산교                                                                                       | 함안군                             |                                                      | 국가지원지방도 제67호선과 중복 지방도 제1004호선과 중복       |                                                                              |
| 산익삼거리                                                                                   | 함안군                             | 산익길                                               | 국가지원지방도 제67호선과 중복 지방도 제1004호선과 중복       |                                                                              |
| 신당삼거리                                                                                   | 함안군                             | 신산로                                               | 국가지원지방도 제67호선과 중복 지방도 제1004호선과 중복       |                                                                              |
| 신당고개                                                                                     | 함안군                             |                                                      | 국가지원지방도 제67호선과 중복 지방도 제1004호선과 중복       |                                                                              |
|                                                                                              | 창원시                             | 마산회원구 내서읍                                    | 국가지원지방도 제67호선과 중복 지방도 제1004호선과 중복       |                                                                              |
| 마산제일고등학교                                                                             | 창원시                             | 마산회원구 내서읍                                    | 국가지원지방도 제67호선과 중복 지방도 제1004호선과 중복       |                                                                              |
| 죽암삼거리                                                                                   | 창원시                             | 마산회원구 내서읍                                    | 국가지원지방도 제67호선과 중복 지방도 제1004호선과 중복       |                                                                              |
| 마산대학교 죽암교                                                                            | 창원시                             | 마산회원구 내서읍                                    | 국가지원지방도 제67호선과 중복 지방도 제1004호선과 중복       |                                                                              |
| 내서 나들목 (농산물시장 교차로)                                                              | 창원시                             | 마산회원구 내서읍                                    | 국가지원지방도 제67호선과 중복 지방도 제1004호선과 중복       | 45호선 중부내륙고속도로 102호선 남해고속도로제1지선 유통단지로               |
| 중리교 북단                                                                                  | 창원시                             | 마산회원구 내서읍                                    | 국가지원지방도 제67호선과 중복 지방도 제1004호선과 중복       | 국가지원지방도 제67호선 (광려천서로)                                         |
| 중리교                                                                                       | 창원시                             | 마산회원구 내서읍                                    |                                                               | 지방도 제1004호선과 중복                                                     |
| 중리역 교차로 (중리역)                                                                       | 창원시                             | 마산회원구 내서읍                                    | 중리공단로                                                    | 지방도 제1004호선과 중복                                                     |
| 마재교                                                                                       | 창원시                             |                                                      | 마산회원구                                                    |                                                                              |
| 마재고개삼거리                                                                               | 창원시                             | 호원로                                               | 마산회원구                                                    |                                                                              |
| 두척교 내서초등학교                                                                          | 창원시                             |                                                      | 마산회원구                                                    |                                                                              |
| 서마산 나들목 (서마산IC사거리)                                                               | 창원시                             | 102호선 남해고속도로제1지선 북성로                   | 마산회원구                                                    |                                                                              |
| 석천3교                                                                                      | 창원시                             | 102호선 남해고속도로제1지선 석천북2길                | 마산회원구                                                    | 서마산 나들목과 연결                                                         |
| 석전교 교차로                                                                                | 창원시                             | 국도 제14호선 국도 제79호선 (3.15대로)               | 마산회원구                                                    | 국도 제14, 79호선과 중복                                                     |
| 석전교 마산우체국 경남은행                                                                   | 창원시                             |                                                      | 마산회원구                                                    | 국도 제14, 79호선과 중복                                                     |
| 마산역앞                                                                                     | 창원시                             | 마산역광장로 양덕로                                  | 마산회원구                                                    | 국도 제14, 79호선과 중복                                                     |
| 한성교 마산시외버스터미널                                                                    | 창원시                             |                                                      | 마산회원구                                                    | 국도 제14, 79호선과 중복                                                     |
| 동마산 나들목 (동마산IC삼거리)                                                               | 창원시                             | 102호선 남해고속도로제1지선                          | 마산회원구                                                    | 국도 제14, 79호선과 중복                                                     |
| 창원육교                                                                                     | 창원시                             |                                                      | 마산회원구                                                    | 국도 제14, 79호선과 중복                                                     |
|                                                                                              | 창원시                             | 의창구                                               |                                                               | 국도 제14, 79호선과 중복                                                     |
| 소계광장                                                                                     | 창원시                             | 국도 제79호선 (정렬대로)                             |                                                               | 국도 제14, 79호선과 중복                                                     |
| 창원역사거리 (창원역고속시외버스정류소)                                                      | 창원시                             | 의창대로62번길                                       | 국도 제14호선과 중복                                          |                                                                              |
| 창원역삼거리                                                                                 | 창원시                             | 사화로                                               | 국도 제14호선과 중복                                          |                                                                              |
| 서상삼거리                                                                                   | 창원시                             | 남산로                                               | 국도 제14호선과 중복                                          |                                                                              |
| 동정삼거리                                                                                   | 창원시                             | 서상로                                               | 국도 제14호선과 중복                                          |                                                                              |
| 의창사거리                                                                                   | 창원시                             | 천주로 팔용로                                        | 국도 제14호선과 중복                                          |                                                                              |
| 삼구사사거리                                                                                 | 창원시                             | 평산로 의창대로261번길                               | 국도 제14호선과 중복                                          |                                                                              |
| 도계광장                                                                                     | 창원시                             | 원이대로                                             | 국도 제14호선과 중복                                          |                                                                              |
| 용강 교차로 (신풍고개)                                                                       | 창원시                             | 신풍고개길                                           | 국도 제14호선과 중복                                          |                                                                              |
| 용강 교차로 (신풍고개)                                                                       | 창원시                             | 신풍고개길                                           | 국도 제14호선과 중복                                          | 의창구 동읍                                                                  |
| 남산 교차로                                                                                  | 창원시                             | 국도 제25호선 (해원로) 의창대로 지개남산로           | 국도 제14, 25호선과 중복                                      |                                                                              |
| 덕산 교차로                                                                                  | 창원시                             | 의창대로                                             | 국도 제14, 25호선과 중복                                      |                                                                              |
| 덕천 교차로                                                                                  | 창원시                             | 국도 제14호선 국도 제25호선 (해원로)                 | 국도 제14, 25호선과 중복                                      |                                                                              |
| 용잠 교차로                                                                                  | 창원시                             | 동읍로                                               |                                                               |                                                                              |
| 다호터널                                                                                     | 창원시                             |                                                      | 상행 연장 486m 하행 연장 510m                                 |                                                                              |
| 화목 교차로                                                                                  | 창원시                             | 화양길                                               |                                                               |                                                                              |
| 고양교                                                                                       | 창원시                             |                                                      |                                                               |                                                                              |
| 고양터널                                                                                     | 창원시                             |                                                      | 상행 연장 383m 하행 연장 318m                                 |                                                                              |
| 석산터널                                                                                     | 창원시                             |                                                      | 상행 연장 178m 하행 연장 180m                                 |                                                                              |
| 봉곡터널                                                                                     | 창원시                             |                                                      | 상행 연장 495m 하행 연장 480m                                 |                                                                              |
| 봉곡교 봉강1교 봉강2교                                                                       | 창원시                             |                                                      |                                                               |                                                                              |
| 봉강 교차로                                                                                  | 창원시                             | 봉강가술로                                           |                                                               |                                                                              |
| 봉강삼거리                                                                                   | 창원시                             | 동읍로                                               |                                                               |                                                                              |
| 본포 교차로                                                                                  | 창원시                             | 국가지원지방도 제60호선 (낙동로) 신촌본포로          |                                                               |                                                                              |
| 본계교                                                                                       | 창원시                             |                                                      |                                                               |                                                                              |
| 본포교 남단                                                                                  | 창원시                             | 대산북로                                             |                                                               |                                                                              |
| 본포교                                                                                       | 창원시                             |                                                      |                                                               |                                                                              |
|                                                                                              | 창원시                             |                                                      |                                                               |                                                                              |
| (이름 없음)                                                                                  | 창원시                             | 지방도 제1022호선 (낙동로)                           |                                                               |                                                                              |
|                                                                                              |                                    | 창녕군                                               | 부곡면                                                        |                                                                              |
| (이름 없음)                                                                                  | 지방도 제1022호선 (초하로)         | 창녕군                                               | 부곡면                                                        |                                                                              |
| 인교사거리                                                                                   | 지방도 제1008호선 (온천로)         | 창녕군                                               | 부곡면                                                        |                                                                              |
| 모로삼거리                                                                                   | 신연로                             | 밀양시                                               | 무안면                                                        |                                                                              |
| 원원교                                                                                       |                                    | 밀양시                                               | 무안면                                                        |                                                                              |
| 무안농협                                                                                     | 지방도 제1080호선 (사명대사생가로) | 밀양시                                               | 무안면                                                        | 지방도 제1080호선과 중복                                                     |
| 무안초등학교                                                                                 |                                    | 밀양시                                               | 무안면                                                        | 지방도 제1080호선과 중복                                                     |
| 신법삼거리                                                                                   | 지방도 제1080호선 (무안로)         | 밀양시                                               | 무안면                                                        | 지방도 제1080호선과 중복                                                     |
| 삼태삼거리                                                                                   | 삼화길                             | 밀양시                                               | 무안면                                                        |                                                                              |
| 삼태교 내진교                                                                                |                                    | 밀양시                                               | 무안면                                                        |                                                                              |
| 동산삼거리                                                                                   | 국도 제24호선 (창밀로)             | 밀양시                                               | 무안면                                                        | 국도 제24호선과 중복                                                         |
| (이름 없음)                                                                                  | 국도 제24호선 (창밀로)             | 밀양시                                               | 무안면                                                        | 국도 제24호선과 중복                                                         |
| 요고저수지                                                                                   |                                    | 밀양시                                               | 무안면                                                        | 1차선 구간                                                                   |
| 요전재                                                                                       |                                    | 밀양시                                               | 무안면                                                        | 미개통 구간                                                                  |

- 공사구간 (완공 년도 미정) : 봉강 교차로 ~ 밀양시 무안면 성덕리 (봉강 ~ 무안간 도로)

### 경상북도
| 이름                         | 접속 노선                                        | 소재지 | 소재지                        | 비고                    |
| ---------------------------- | ------------------------------------------------ | ------ | ----------------------------- | ----------------------- |
| 요전재                       |                                                  | 청도군 | 각남면                        | 미개통 구간             |
| 함박리                       |                                                  | 청도군 | 각남면                        | 1차선 구간              |
| 대산초등학교(폐교)           |                                                  | 청도군 | 각남면                        | 1차선 구간              |
| 옥산2교 옥산1교              |                                                  | 청도군 | 각남면                        | 1차선 구간              |
| (초동교 남단)                | 지방도 제902호선 (한재로)                        | 청도군 | 각남면                        | 지방도 제902호선과 중복 |
| 초동교                       |                                                  | 청도군 | 각남면                        | 지방도 제902호선과 중복 |
| 신당육교                     | 국도 제20호선 (청려로) 지방도 제902호선 (헐티로) | 청도군 | 각남면                        | 지방도 제902호선과 중복 |
| 각남초등학교 각남면사무소    |                                                  | 청도군 | 각남면                        |                         |
| 칠성사거리                   | 국도 제20호선 (청려로) 각남로                    | 청도군 | 각남면                        |                         |
| 이서교                       |                                                  | 청도군 | 각남면                        |                         |
|                              | 이서면                                           | 청도군 |                               |                         |
| 신기 교차로                  | 학산토평길 학산1길                               | 청도군 |                               |                         |
| 이서면 사무소                |                                                  | 청도군 |                               |                         |
| 모산 교차로                  | 보리미길                                         | 청도군 |                               |                         |
| 골안 교차로                  | 상당길                                           | 청도군 |                               |                         |
| 샛별 교차로                  | 연지로                                           | 청도군 |                               |                         |
| 신촌 교차로                  | 신촌길                                           | 청도군 |                               |                         |
| 청도박물관 (구 칠곡초등학교) |                                                  | 청도군 |                               |                         |
| 목림 교차로                  | 대곡길                                           | 청도군 |                               |                         |
| 팔조령2교                    |                                                  | 청도군 | 하행선 전용                   |                         |
| 팔조령교                     |                                                  | 청도군 |                               |                         |
| 팔조령터널                   |                                                  | 청도군 | 상행 연장 690m 하행 연장 716m |                         |

### 대구광역시
| 이름                                                                      | 접속 노선               | 소재지                                             | 소재지                   | 비고                          |
| ------------------------------------------------------------------------- | ----------------------- | -------------------------------------------------- | ------------------------ | ----------------------------- |
| 팔조령터널                                                                |                         | 달성군                                             | 가창면                   | 상행 연장 690m 하행 연장 716m |
| 짐터 교차로                                                               | 가창로10길              | 달성군                                             | 가창면                   |                               |
| 삼산교                                                                    |                         | 달성군                                             | 가창면                   |                               |
| 수점 교차로                                                               | 가창로57길 가창로58길   | 달성군                                             | 가창면                   |                               |
| 옥분교 가창체육공원                                                       |                         | 달성군                                             | 가창면                   |                               |
| 대일 교차로                                                               | 가창로123길 가창로126길 | 달성군                                             | 가창면                   |                               |
| 대일교 가창초등학교 가창중학교 스파밸리 한천교 냉천교 가창중석타운 냉천CC |                         | 달성군                                             | 가창면                   |                               |
| 가창댐입구 교차로                                                         | 헐티로                  | 달성군                                             | 가창면                   |                               |
| 대중금속공업고등학교 용계교                                               |                         | 달성군                                             | 가창면                   |                               |
| (가창우체국)                                                              | 신천대로 가창로         | 달성군                                             | 가창면                   |                               |
| 가창면 행정복지센터                                                       |                         | 달성군                                             | 가창면                   |                               |
| 가창교                                                                    |                         | 달성군                                             | 가창면                   |                               |
|                                                                           | 대구광역시              | 수성구                                             |                          |                               |
| 파동교네거리                                                              | 대구광역시              | 수성구                                             | 파동로16길               |                               |
| 파동행정복지센터                                                          | 대구광역시              | 수성구                                             |                          |                               |
| 신세계주유소앞 교차로                                                     | 대구광역시              | 수성구                                             | 파동로30길               |                               |
| 수성못오거리                                                              | 대구광역시              | 수성구                                             | 수성로 용학로 파동로51길 |                               |
| (두산교 동단)                                                             | 대구광역시              | 수성구                                             | 무학로                   |                               |
| (상동교 동단)                                                             | 대구광역시              | 수성구                                             | 상화로 신천동로          |                               |
| 상동교                                                                    | 대구광역시              | 수성구                                             |                          |                               |
|                                                                           | 대구광역시              | 남구                                               |                          |                               |
| (상동교 서단)                                                             | 대구광역시              | 신천대로 앞산순환로                                |                          |                               |
| 중동교지하차도                                                            | 대구광역시              | 대덕로 청수로 중앙대로22길                         |                          |                               |
| (이름 없음)                                                               | 대구광역시              | 신천대로                                           |                          |                               |
| (이름 없음)                                                               | 대구광역시              | 대봉로                                             |                          |                               |
| 남구청네거리                                                              | 대구광역시              | 이천로                                             |                          |                               |
| 영대병원네거리                                                            | 대구광역시              | 중앙대로 명덕시장길                                |                          |                               |
| 영대병원역                                                                | 대구광역시              |                                                    |                          |                               |
| 명덕시장 교차로                                                           | 대구광역시              | 대명로57길 대명로58길                              |                          |                               |
| 남부경찰서 교차로 (대구남부경찰서)                                        | 대구광역시              |                                                    |                          |                               |
| 캠프워크 교차로                                                           | 대구광역시              | 자유길                                             |                          |                               |
| 현충로역                                                                  | 대구광역시              |                                                    |                          |                               |
| 앞산네거리                                                                | 대구광역시              | 현충로                                             |                          |                               |
| 안지랑네거리                                                              | 대구광역시              | 두류공원로 안골길 큰골길 대명로36길                |                          |                               |
| 안지랑역                                                                  | 대구광역시              |                                                    |                          |                               |
| KT&G 대구본부 홈플러스 남대구점 대구대명초등학교                          | 대구광역시              | 안지랑로                                           |                          |                               |
| 대명역 교차로                                                             | 대구광역시              | 대명로13길 대명로14길                              |                          |                               |
| 대구광역시시설관리공단                                                    | 대구광역시              |                                                    |                          |                               |
| 성당네거리 (서부정류장역) (대구서부정류장)                                | 대구광역시              | 국도 제5호선 국도 제26호선 (월배로)                | 국도 제5, 26호선과 중복  |                               |
| 두리봉네거리                                                              | 대구광역시              | 대명천로                                           | 국도 제5, 26호선과 중복  | 북:달서구 남:남구             |
| 두류공원네거리                                                            | 대구광역시              | 두류공원로 성당로                                  | 국도 제5, 26호선과 중복  | 북:달서구 남:남구             |
| 두류운동장 이월드 두류도서관                                              | 대구광역시              |                                                    | 국도 제5, 26호선과 중복  | 북:달서구 남:남구             |
| (이름 없음)                                                               | 대구광역시              | 야외음악당로                                       | 국도 제5, 26호선과 중복  | 북:달서구 남:남구             |
| 대구신흥초등학교                                                          | 대구광역시              |                                                    | 국도 제5, 26호선과 중복  | 북:달서구 남:남구             |
| 두류네거리 (두류역)                                                       | 대구광역시              | 국도 제5호선 (서대구로) 국도 제30호선 (달구벌대로) | 서구                     | 국도 제5, 26호선과 중복 종점  |

## 도로명
- 경상남도
  - 사천시 사천읍 수석삼거리 ~ 정의리 : 사천읍성로
  - 사천시 사천읍 정의리 ~ 진주시 금곡면 영오교 서단 : 구암두문로
  - 진주시 금곡면 영오교 서단 ~ 고성군 개천면 청광사거리 : 영회로
  - 고성군 개천면 청광사거리 ~ 함안군 군북면 태실삼거리 : 오봉산로
  - 함안군 군북면 태실삼거리 ~ 군북역사거리 : 사군로
  - 함안군 군북면 군북역사거리 ~ 창원시 마산회원구 마재고개삼거리 : 함마대로
  - 창원시 마산회원구 마재고개삼거리 ~ 서마산IC사거리 : 북성로
  - 창원시 마산회원구 서마산IC사거리 ~ 석전교 교차로 : 삼호로
  - 창원시 마산회원구 석전교 교차로 ~ 창원육교 : 3.15대로
  - 창원시 의창구 창원육교 ~ 동읍 남산 교차로 : 의창대로
  - 창원시 의창구 동읍 남산 교차로 ~ 덕천 교차로 : 해원로
  - 창원시 의창구 동읍 덕천 교차로 ~ 본포교 : 신동읍대로
  - 창녕군 부곡면 본포교 ~ 인교사거리 : 구산학포로
  - 창녕군 부곡면 인교사거리 ~ 밀양시 무안면 동산삼거리 : 사명로
  - 밀양시 무안면 동산삼거리 ~ 오연교 동단 : 창밀로
  - 밀양시 무안면 오연교 동단 ~ 요고저수지 : 요고길
- 경상북도
  - 청도군 각남면 함박리 ~ 옥산2교 : 신기길
  - 청도군 각남면 옥산2교 ~ 초동교 남단 : 녹명길
  - 청도군 각남면 초동교 남단 ~ 신당육교 : 한재로
  - 청도군 각남면 신당육교 ~ 칠성사거리 : 각남로
  - 청도군 각남면 칠성사거리 ~ 이서면 팔조령터널 : 이서로
- 대구광역시
  - 달성군 가창면 팔조령터널 ~ 가창교 : 가창로
  - 수성구 가창교 ~ 수성못오거리 : 파동로
  - 수성구 수성못오거리 ~ (상동교 동단) : 신천동로
  - 수성구 상동교 : 상화로
  - 남구 (상동교 서단) ~ (봉덕동) : 신천대로
  - 남구 (봉덕동) ~ 영대병원네거리 : 봉덕로
  - 남구 영대병원네거리 ~ 성당네거리 : 대명로
  - 남구 성당네거리 ~ 두류공원네거리 : 월배로
  - 남구 두류공원네거리 ~ 서구 두류네거리 : 성당로

## 같이 보기
- 국도 제30호선